# Бессяжковые
Бессяжко́вые, или проту́ры (лат. Protura, от др.-греч. πρῶτος — первый и οὐρά — хвост), — класс членистоногих из надкласса (или подтипа) шестиногих. Учёными описано более 800 видов (Zhang, 2013), из которых около 300 принадлежат роду Eosentomon. Малоизученная группа, по некоторым оценкам, истинное число видов превышает число описанных более чем в 1,5 раза.
Ранее рассматривался как отряд в классе скрыточелюстных.

## Распространение
Около 180 видов в Европе и около 90 в России. Китай — 200 видов, Япония — 88, Северная Америка — более 20.

## Строение

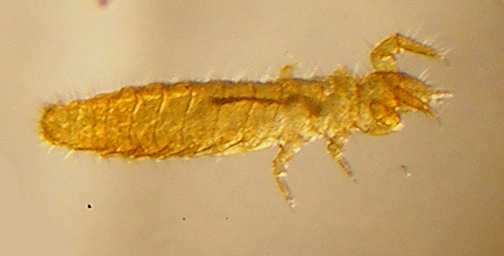
Микрофотография Acerentomon sp., 40х увеличение, стереомикроскоп.

Тело удлинённое, 0,5—2 мм в длину. Ротовой аппарат энтогнатного типа, специализированный, мандибулы колющие. Протурам свойственен ряд уникальных апоморфий и плезиоморфий в строении тела. Голова лишена каких-либо следов глаз и, что особенно уникально среди членистоногих, антенн. Имеются постантеннальные органы — ложные глазки. Передние ноги сильно вытянуты и снабжены большим количеством сенсоров, заменяя утраченные антенны. Лапка одночлениковая, свободная.
Первые три сегмента брюшка несут одно- или двучленистые придатки. VIII сегмент брюшка модифицирован. На заднем крае VIII тергита брюшка открывается пара абдоминальных желез, причём каждое отверстие замкнуто изнутри кутикулярной пробочкой, от которой к передне-латеральной части тергита тянется мускул-ретрактор. Между VIII и последним сегментом имеется ещё три вторичных сегмента меньшего размера, развивающихся в ходе онтогенеза (то есть количество сегментов увеличивается от 9 у личинки I возраста до 12 у личинки III возраста). У некоторых бессяжковых сохраняется рудиментарная примитивная трахейная система.
Между предпоследним и последним сегментами брюшка у самки и самца имеются выпячивающиеся гениталии, состоящие из непарной части (перифаллус у самца и перигина у самки), несущей спереди пару уходящих вглубь тела базальных аподем, а сзади — пару двучлениковых придатков. Семенные протоки самцов на всем протяжении парные, открываются на дистальных члениках придатков. Влагалище самки непарное, открывается между основаниями придатков.

## Развитие
Появление дополнительных сегментов брюшка в процессе развития дало основание предполагать наличие у бессяжковых анаморфоза и на этом основании сближать их с многоножками, противопоставляя остальным насекомым. Однако существует и другое объяснение природы этих сегментов. Согласно ему, IX—XI сегменты — ложные, образовавшиеся в результате вторичного деления VIII сегмента, и поэтому они резко отличаются от истинных сегментов размером и способом развития в онтогенезе. В пользу этого говорит строение нервной системы: от абдоминальных ганглиев отходит лишь 9 пар сегментальных нервов, как и у других насекомых. При такой интерпретации, половое отверстие оказывается расположенным не между XI и XII, а между VIII и IX сегментами, то есть как у двухвосток.
Кроме увеличения числа видимых сегментов, метаморфоз протур интересен наличием у самца стадией преимаго с недоразвитыми гениталиями, за которой следует половозрелая стадия имаго. Линьки половозрелых особей не наблюдались.

## Экология
Бессяжковые — обитатели почвы и разлагающихся растительных останков. Удельное количество бессяжковых на 1 квадратный метр грунта может оставлять от нескольких сотен до нескольких тысяч. Большинство питаются грибами, высасывая их мицелий, некоторые являются хищниками.

## Классификация
Бессяжковые были впервые описаны в 1907 году итальянским энтомологом профессором Филиппо Сильвестри по единственному виду Acerentomon doderoi Silvestri, 1907, который он выделил в новый отряд Protura Silvestri, 1907. Другой крупный энтомолог Антонио Берлезе в своей монографии по бессяжковым в 1909 году (Berlese, 1909) дал им имя Myrientomata, доказывая их промежуточное положение между многоножками Myriapoda и насекомыми Insecta.
Число описанных родов возрастало после каждой ревизии: 22 рода (Tuxen, 1964), 40 родов (Nosek, 1978a), 54 рода (Yin, 1983), 72 рода (Szeptycki, 2007) и 76 родов.
К 2018 году известно около 800 видов и 76 родов.
- Отряд Acerentomata Yin, 1996
  - Семейство Hesperentomidae Price, 1960
    - Подсемейство Hesperentominae Price, 1960
    - Подсемейство Huhentominae Yin, 1983

  - Семейство Protentomidae Ewing, 1936
    - Подсемейство Hinomotentominae Yin, 1999
    - Подсемейство Condeellinae Tuxen & Yin, 1982
    - Подсемейство Protentominae Ewing, 1936

  - Семейство Acerentomidae Silvestri, 1907
- Отряд Sinentomata Yin, 1966
  - Семейство Fujientomidae Tuxen & Yin, 1982
  - Семейство Sinentomidae Yin, 1965
- Отряд Eosentomata Yin, 1996
  - Семейство Eosentomidae Berlese, 1909
  - Семейство Antelientomidae Yin, 1983